# Tropodifusão
A tropodifusão ou dispersão troposférica é um fenômeno relacionado a transmissões em radiofrequência, na qual o sinal é refletido ou refratado por irregularidades na troposfera (bolhas), atingindo o receptor além do horizonte do transmissor. Sob o ponto de vista da propagação das ondas radioelétricas, a troposfera pode ser considerada como uma combinação de ar seco e vapor d’água. Essa característica, combinado com o fato de a atmosfera nessa zona apresentar turbilhões e irregularidades em uma faixa bem estratificada da atmosfera e dependente ainda da incidência ou não da radiação solar, começou a ser estudado ainda nos primórdios da radiodifusão, na primeira metade do século XX.
Este mecanismo produz reflexão significativa de sinais na faixa de UHF, que, tanto são utilizados em sistemas de comunicação como podem gerar efeitos de interferência e de ruídos no espectro.
Sistemas de tropodifusão são largamente usados em sistemas de transmissão de radiofrequências a longa distância, competindo, em termos de custo, com sistemas satelitais.